# 타르드누아 문화

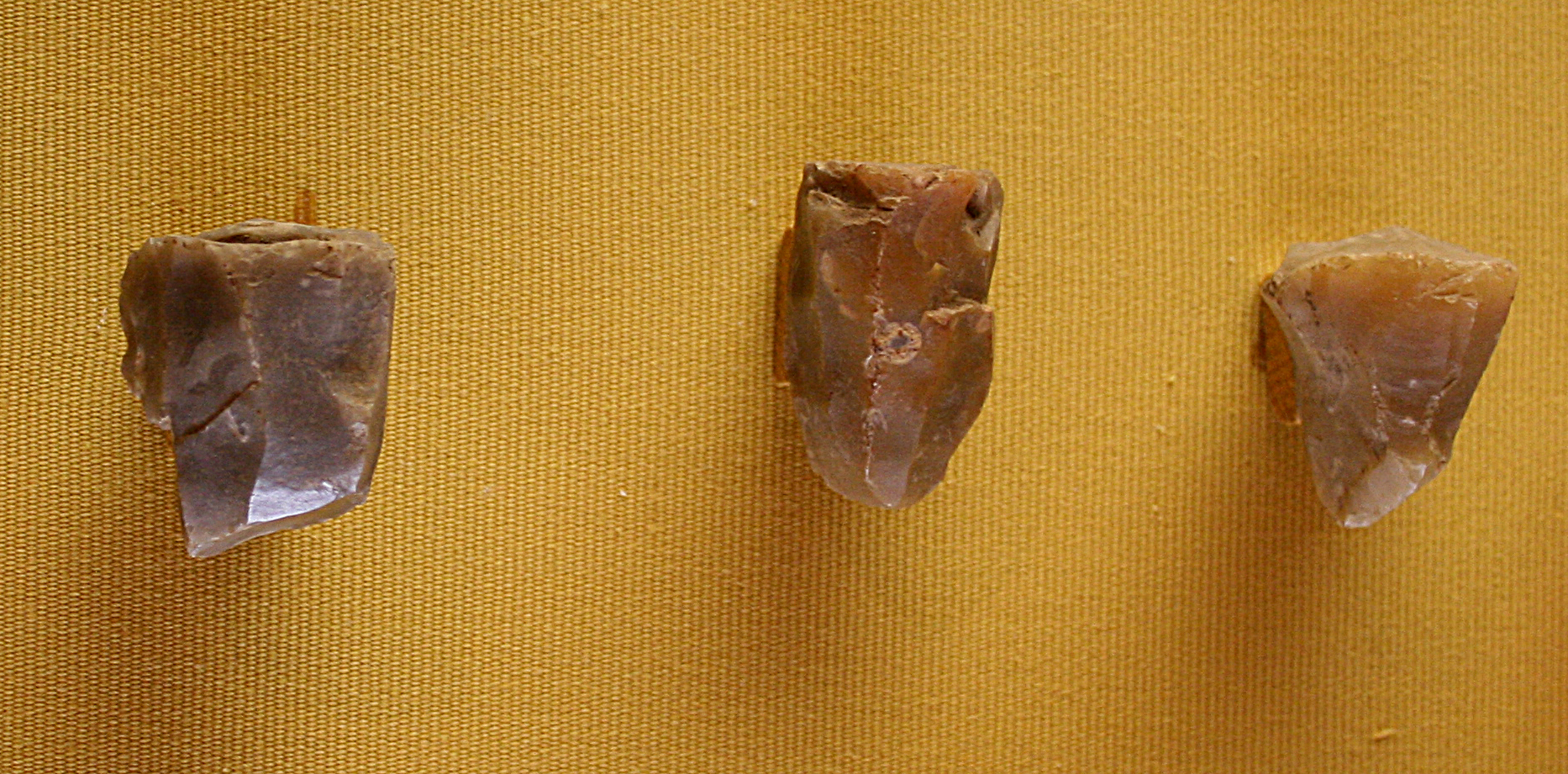

타르드누아 문화(Tardenoisian)는 고고학적 문화의 하나로서, 아질 문화의 뒤에 서유럽을 휩쓴 중석기시대의 문화이다. 유적은 큰 강의 하구에 존재한다. 기하학적 세석기가 만들어지고, 조개류가 식용으로 이용되었다.